# Sly
Sly – szósty singel zespołu Lady Pank. Utwory pochodzące z tego singla znalazły się tylko jako bonusy na płytach długogrających zespołu. Na stronie A singla znalazł się utwór tytułowy (muz. i sł. Phil Garland) oraz na stronie B „This Is Only Rock’n’Roll”. Singel został wydany z okazji koncertu zespołu we Francji podczas gali XX Targów MIDEM w Cannes. Kompozytorem drugiego utworu jest Jan Borysewicz a autorem tekstów Andrzej Mogielnicki (przekład Tom Wachtel). Utwór ze strony B jest angielską wersją „To jest tylko rock and roll” z płyty Ohyda.

## Skład zespołu
- Jan Borysewicz – gitara solowa
- Janusz Panasewicz – śpiew
- Paweł Mścisławski – bas
- Edmund Stasiak – gitara
- Andrzej Dylewski – perkusja

## Gościnnie
- Majka Jeżowska – chórki
- Krystyna Prońko – chórki